# Välijärvi (sjö i Kuusamo, Norra Österbotten)
Välijärvi är en sjö i kommunen Kuusamo i landskapet Norra Österbotten i Finland. Arean är 39 hektar och strandlinjen är 3,5 kilometer lång. Sjön  ingår i Ijo älvs huvudavrinningsområde.   Den ligger omkring 200 kilometer öster om Uleåborg och omkring 660 kilometer norr om Helsingfors. 
Välijärvi ligger sydöst om Siikaluoma och nordöst om Takalonjärvi. 